# Coppa del mondo di marcia 1975
La Coppa del mondo di marcia 1975 (1975 IAAF World Race Walking Cup) si è svolta a Le Grand-Quevilly, in Francia, nei giorni 11 e 12 ottobre. Questa edizione della manifestazione ha ospitato per la prima volta un evento di marcia femminile (5 km).

## Medagliati

### Uomini
| Specialità     | Oro                    | Prestazione | Argento          | Prestazione | Bronzo             | Prestazione |
| 20 km          | Karl-Heinz Stadtmüller | 1h26'12"    | Bernd Kannenberg | 1h26'20"    | Peter Frenkel      | 1h26'54"    |
| 50 km          | Evgenij Ljungin        | 4h03'42"    | Gerhard Weidner  | 4h09'58"    | Vladimir Svečnikov | 4h11'31"    |
| Gara a squadre | Unione Sovietica       | 117 pt.     | Germania Est     | 105 pt.     | Germania Ovest     | 102 pt.     |

### Donne[4]
| Specialità     | Oro            | Prestazione | Argento        | Prestazione | Bronzo          | Prestazione |
| 5 km           | Margareta Simu | 23'40"      | Siv Gustavsson | 24'33"      | Britt Holmquist | 24'45"      |
| Gara a squadre | Svezia         | 70 pt.      | Regno Unito    | 46 pt.      | Francia         | 42 pt.      |